# Vera Buchanan

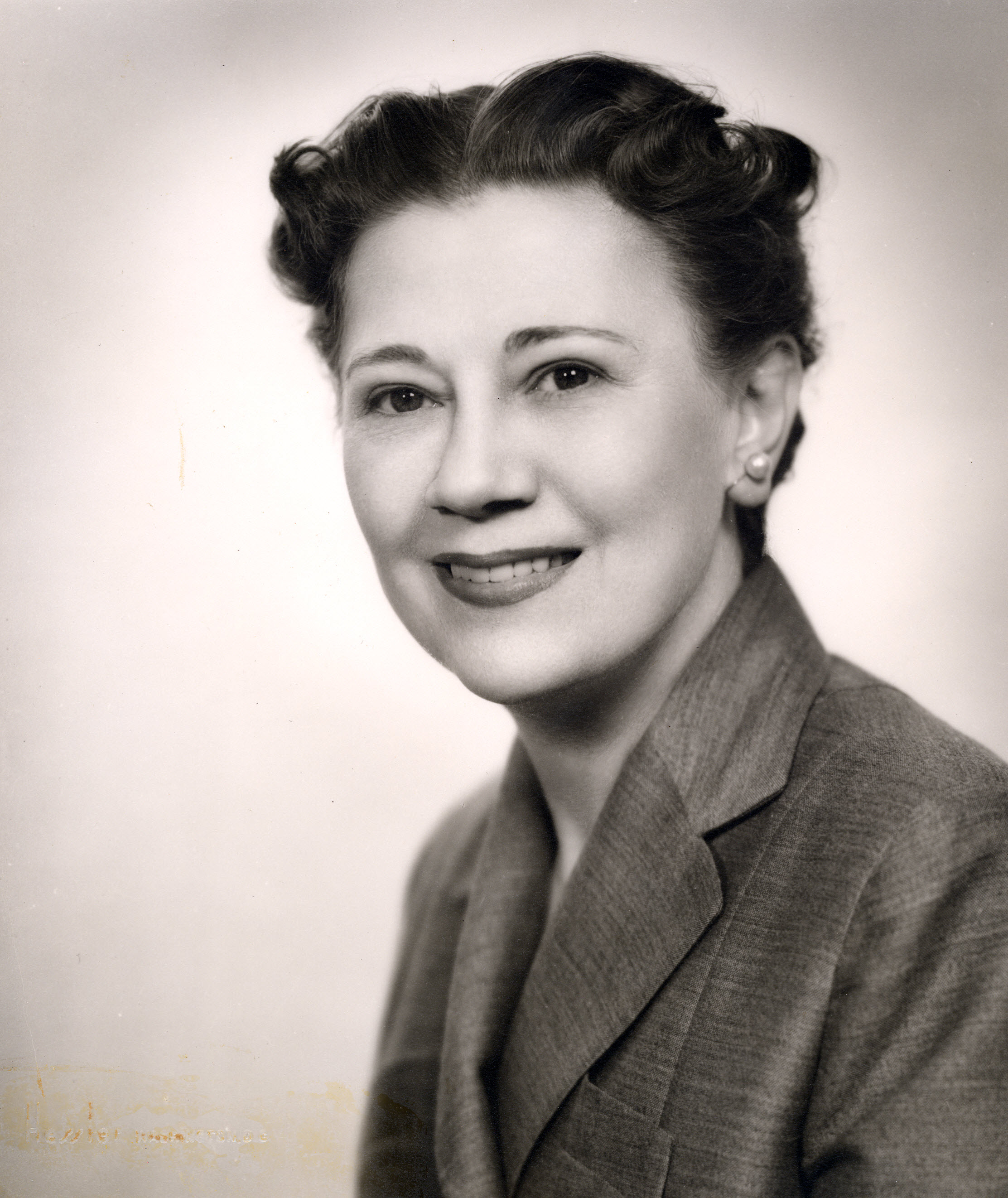
Vera Buchanan

Vera Daerr Buchanan (* 20. Juli 1902 in Wilson, Allegheny County, Pennsylvania; † 26. November 1955 in McKeesport, Pennsylvania) war eine US-amerikanische Politikerin. Zwischen 1951 und 1955 vertrat sie den Bundesstaat Pennsylvania im US-Repräsentantenhaus.

## Werdegang
Vera Buchanan war die Ehefrau des Kongressabgeordneten Frank Buchanan (1902–1951). Noch während ihrer Kindheit zog sie nach Duquesne, wo sie die öffentlichen Schulen besuchte. Über ihren beruflichen Werdegang jenseits der Politik ist nichts überliefert.
Nach dem Tod ihres Mannes, der als Kongressabgeordneter verstarb, wurde sie als Kandidatin der Demokratischen Partei bei der fälligen Nachwahl für den 33. Sitz von Pennsylvania als dessen Nachfolgerin in das US-Repräsentantenhaus in Washington, D.C. gewählt, wo sie am 24. Juli 1951 ihr neues Mandat antrat. Nach zwei Wiederwahlen im 30. Distrikt ihres Staates konnte Vera Buchanan bis zu ihrem Tod am 26. November 1955 im 83. Kongress verbleiben. In ihre Zeit im Kongress fielen unter anderem der Koreakrieg und innenpolitisch der Beginn der Bürgerrechtsbewegung.